# Postamt Wittenburg
Das ehemalige Postamt Wittenburg in der Stadt Wittenburg im Landkreis Ludwigslust-Parchim, (Mecklenburg-Vorpommern), ist ein Gründerzeitgebäude. Es befindet sich in der Großen Straße 6, Ecke Poststraße, stammt von 1890 und ist heute ein Wohn- und Geschäftshaus. Das Gebäude steht unter Denkmalschutz.

## Geschichte
Die Stadt Wittenburg mit 6355 Einwohnern (2021) wurde 1194 als provincie erstmals erwähnt und 1230 als civitas (Stadt) im Ratzeburger Zehntregister aufgeführt.
Im 18. und 19. Jahrhundert verkehrten Postkutschen von Boizenburg via Zarrentin und Wittenburg nach Schwerin. Nach der Gründung des Deutschen Reichs wurde das Postwesen 1872 vom Kaiserreich übernommen und viele kaiserliche Postämter entstanden.
Das zweigeschossige verklinkerte historisierende Eckgebäude mit dem markanten, reich dekorierten dreigeschossigen Giebelrisalit und Portal an der Ecke, dem seitlichen Risalit von 1930 sowie dem Kraggesims wurde für die Kaiserliche Reichspost, als „Kaiserliches Postamt“ im typischen Stil der Postgotik wie viele damaliger Postgebäude erbaut (siehe u. a. Crivitz, Gadebusch), hier nach Plänen des örtlichen Baumeisters Trosky. Bis 1894 fuhren noch Postkutschen nach Wittenburg. 1930 erhielt das Haus einen Anbau.
2013 wurde das privatisierte Haus im Rahmen der Städtebauförderung umgebaut und saniert. Die Postfiliale Wittenburg befindet sich heute in der Bahnhofstraße 2.